# Бережна Світлана Вікторівна
́
Бережна Світлана Вікторівна (нар. 1 серпня 1974 р. с. Піщане Біловського району, Курської області) — доктор філософських наук, професор, проректор з наукової, інноваційної і міжнародної діяльності Харківського національного педагогічного університету імені Г. С. Сковороди.

## Життєпис
Світлана Вікторівна народилася 1 серпня 1974 р.в с. Піщане Біловського району, Курської області. E 1991—1996 роках навчалася на історичному факультеті Харківського національного університету імені В. Н. Каразіна за спеціальністю «Історія» та здобула кваліфікацію «історик, викладач історії та суспільно-політичних дисциплін».

## Професійна діяльність
- 1997—2000 — навчання в аспірантурі.
- 2000 — захистила дисертацію та здобула науковий ступінь кандидата історичних наук.
- 2000—2001 — доцент, завідувач кафедри соціально-гуманітарних дисциплін, декан денного відділення Харківського інституту соціального захисту.
- 2001—2002 — доцент кафедри історії України Харківського національного педагогічного університету імені Г. С. Сковороди.
- 2002—2005 — доцент кафедри історико-правових дисциплін.
- 2005 — завідувач кафедри історико-правових дисциплін.
- 2005 — отримала другу вищу освіту за спеціальністю «Правознавство» та здобула кваліфікацію юриста в Харківському національному педагогічному університеті імені Г. С. Сковороди.
- 2005—2018 — декан історичного факультету Харківського національного педагогічного університету імені Г. С. Сковороди.
- 2012 — захистила дисертацію на здобуття наукового ступеня доктора філософських наук.
- 2012 — присвоєно вчене звання професора.
- 2012—2013 — директор інституту українського козацтва (за сумісництвом).
- 2012–теперішній час — професор кафедри теорії і методики викладання суспільно-правових дисциплін.
- 2013—2018 — член спеціалізованої вченої ради із захисту кандидатських і докторських дисертацій з філософських наук ХНПУ імені Г. С. Сковороди.
- 2018—2020 — проректор з навчально-виховної роботи.
- 2021 — по теперішній час — проректор з наукової, інноваційної і міжнародної діяльності.

## Нагороди та відзнаки
2006 — подяка голови Харківської обласної державної адміністрації.
2008 — почесна грамота Харківської обласної державної адміністрації.
2009 — почесна грамота ХНПУ імені Г. С. Сковороди.
2013 — почесна грамота Харківської обласної державної адміністрації.
2013 — відзнака «За відданість справі».
2014 — медаль «Патріот України».
2014 — почесна грамота Національної академії педагогічних наук України.
2015 — переможець у номінації «Людина року — 2015» ХНПУ імені Г. С. Сковороди.
2017 — переможець обласного конкурсу «Вища школа Харківщини — кращі імена» у номінації «Декан факультету».
2019 — медаль НАПН України «К. Д. Ушинський».
2019 — «Почесна відзнака» ХНПУ імені Г. С. Сковороди.
2021 — подяка секретаря Харківського міського голови.
2021 — стипендія імені Василя Каразіна в номінації «Гуманітарні науки» Харківської обласної державної адміністрації.
2022 — подяка Міністра освіти і науки України.
2022 — подяка Президії Національної академії наук України.
2022 — подяка ректора ХНПУ імені Г. С. Сковороди.
2023 — подяка Харківського міського голови з нагоди професійного свята Дня науки.
2023 — подяка за співпрацю у науково-педагогічній діяльності та розвитку проєкту «Духовно-інтелектуальне виховання та навчання у XXI столітті».
2023 — диплом за участь та внесок у 21-й міжнародний день миротворців, організований AISP/SPIA у Женеві.
2023 — подяка голови Харківської обласної державної адміністрації з нагоди Дня працівників освіти.
2023 — подяка президента Національного Олімпійського комітету України.
2023 — подяка від БО БФ «Харків з тобою».
2023 — відзнака «Орден Григорія Сковороди» від Університету Григорія Сковороди в Переяславі.
2024 — Почесна грамота Харківського міського голови з нагоди професійного свята — Дня працівників освіти.

## Наукова та педагогічна діяльність
Світлана Вікторівна автор понад 120 наукових та науково-методичних праць, із них 7 монографій, одну з яких перекладено англійською мовою. С. В. Бережна поступово та впевнено формує власну наукову школу з історико-порівняльного методу в наукових дослідженнях. Під її керівництвом здійснюють наукові дослідження студенти, магістранти та аспіранти (захищено п'ять кандидатських дисертацій). Бере активну участь у різноманітних наукових форумах із метою популяризації власного наукового і практичного доробку; очолювала оргкомітети різних міжнародних, всеукраїнських та регіональних наукових конференцій.
Основні напрями наукових досліджень
- Історична компаративістика в наукових дослідженнях.
- Теорія та практика мультикультуралізму.
- Філософська антропологія.
- Філософія культури.
- Міждисциплінарний метод в історичних дослідженнях.

## Громадська діяльність
2002 — член Громадської організації «ОНОЦ імені Г. С. Сковороди»
2007 — член Всеукраїнської асоціації викладачів історії та суспільних дисциплін «Нова доба» та Всеукраїнської громадської організації «Інноваційний університет та лідерство» (2019 р.).
2007—2019 — член журі обласного етапу Регіональної учнівської олімпіади з історії.
2009—2019 — член журі Всеукраїнського учнівського турніру з історії.
2013—2019 — член журі Всеукраїнського студентського турніру з історії.
2016—2019 — співголова регіонального учнівського турніру з історії.
2017—2019 — голова номінації «Харків — місто відкрите, творче, толерантне» міського конкурсу студентських проєктів «Харків — місто молодіжних ініціатив».
Волонтер-координатор в Благодійному фонді «Людина»/CharityfundHuman.
Співзасновник громадської організації «Всеукраїнська спілка проректорів з наукової роботи закладів вищої освіти».

### Участь у грантових проєктах
- З контраверсійних проблем в історії (Польща, Люблін, «Майданек»-2009 р.; Ізраїль, музей Яд Вашем, Ієрусалім-2010; Франція, музей ШОА, Париж — 2014 р.).
- Методики викладання історії (ФРН, Будинок Ванзейської конференції, Берлін — 2013 р.).
- Багатокультурності (Польща, Вроцлав — 2012, 2013, 2015 рр.).
- Проблем молодіжної політики (Польща, Жешув — 2014 р.).
- Прав людини (Польща, ORG, Варшава — 2014 р.).
- Інновацій в освіті (Польща, Варшавський університет — 2014 р., 2015 р.).
- Актуальних питань всесвітньої історії (Гданьский університет, Польща 2017 р.).
- Українсько-польської культурної спадщини на Слобожанщині (2017—2019 рр., реалізується за сприяння Консульства Республіки Польща в м. Харкові)[2].